# ペルオキシアシルナイトレート

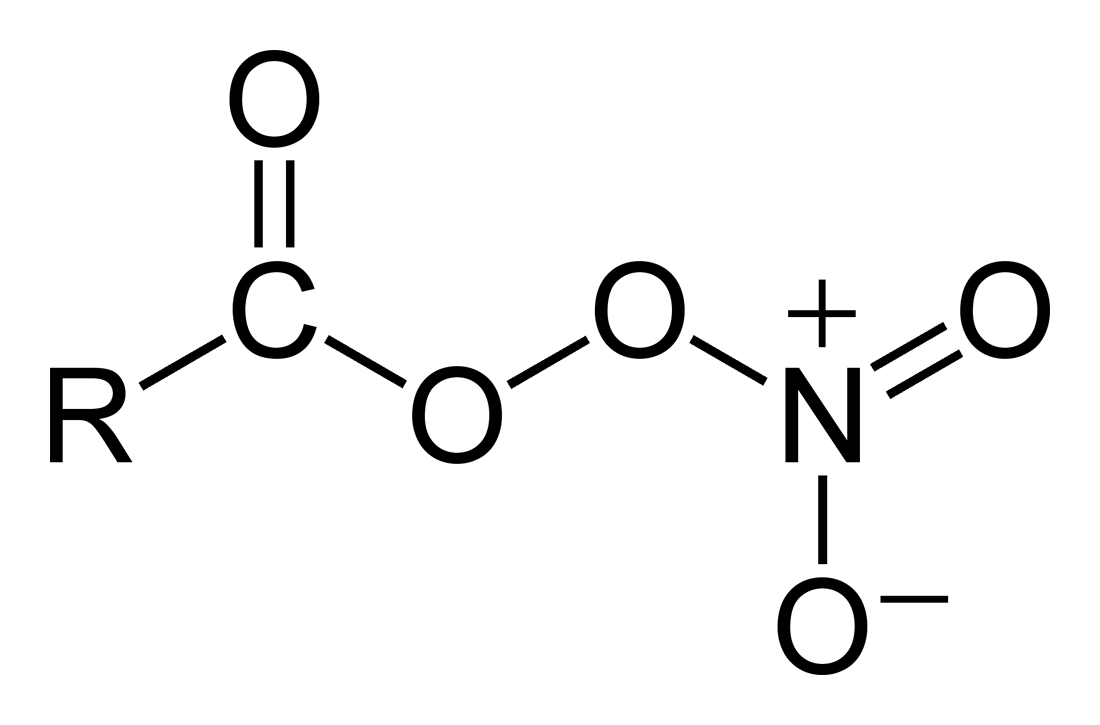
ペルオキシアシルナイトレートの一般構造式

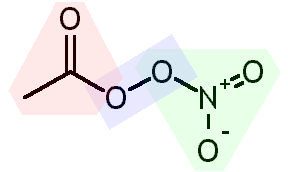
ペルオキシアセチルニトラートは最も多く存在するペルオキシアシルナイトレートである。

ペルオキシアシルナイトレート（Peroxyacyl nitrates、PAN）は、呼吸器と目を刺激する光化学スモッグの成分である。

## 概要
PANはペルオキシラジカルと二酸化窒素の反応で作られる。たとえばペルオキシアセチルナイトレート：{\displaystyle {\ce {CH3COOONO2}}} は、
炭化水素 {\displaystyle {\ce {+\ O2\ +NO2\ +}}} 光 {\displaystyle {\ce {-> CH3COOONO2}}}
一般反応式は、
{\displaystyle {\ce {C_xH_yO3\ + NO2 -> C_xH_yO3NO2}}}
PANは毒性と刺激性の両方の性質があり、オゾンよりも水に溶けやすい。十億分の一のような超低濃度でも目を刺激する。高濃度になると広範囲の植物に影響を及ぼす。PANとその塩化物は変異原とも呼ばれ、皮膚癌の原因になっている。PANは発電所や内燃機関から直接排出されるわけではなく、大気中での化学反応で生成するので二次汚染物質である。フリーラジカルの反応は日光からの紫外線によって触媒され、炭化水素がアルデヒドやケトン、そしてジカルボニル化合物となり、これらは二次反応によりペルオキシラジカルを生じ、二酸化窒素と反応してPANを形成する。
ほとんどのペルオキシラジカルはペルオキシアセチルであり、アセトアルデヒドや様々なケトンのラジカル酸化、メチルグリオキサールやジアセチルのようなジカルボニル化合物の光分解によって生じる。
PANは大気中でゆっくりとラジカルと二酸化窒素に分解するので、都市や工業地帯から遠くまで輸送される。PANは窒素酸化物をオゾンが効率的に生成する場所まで輸送するので対流圏のオゾン生成にとって重要である。